# Jed Whedon
Jed Tucker Whedon (nascut el 18 de juliol de 1975) és un guionista i músic nord-americà, fill del guionista Tom Whedon, net del guionista John Whedon, i germà del guionista Zack Whedon i del productor, director i escriptor Joss Whedon.

## Carrera

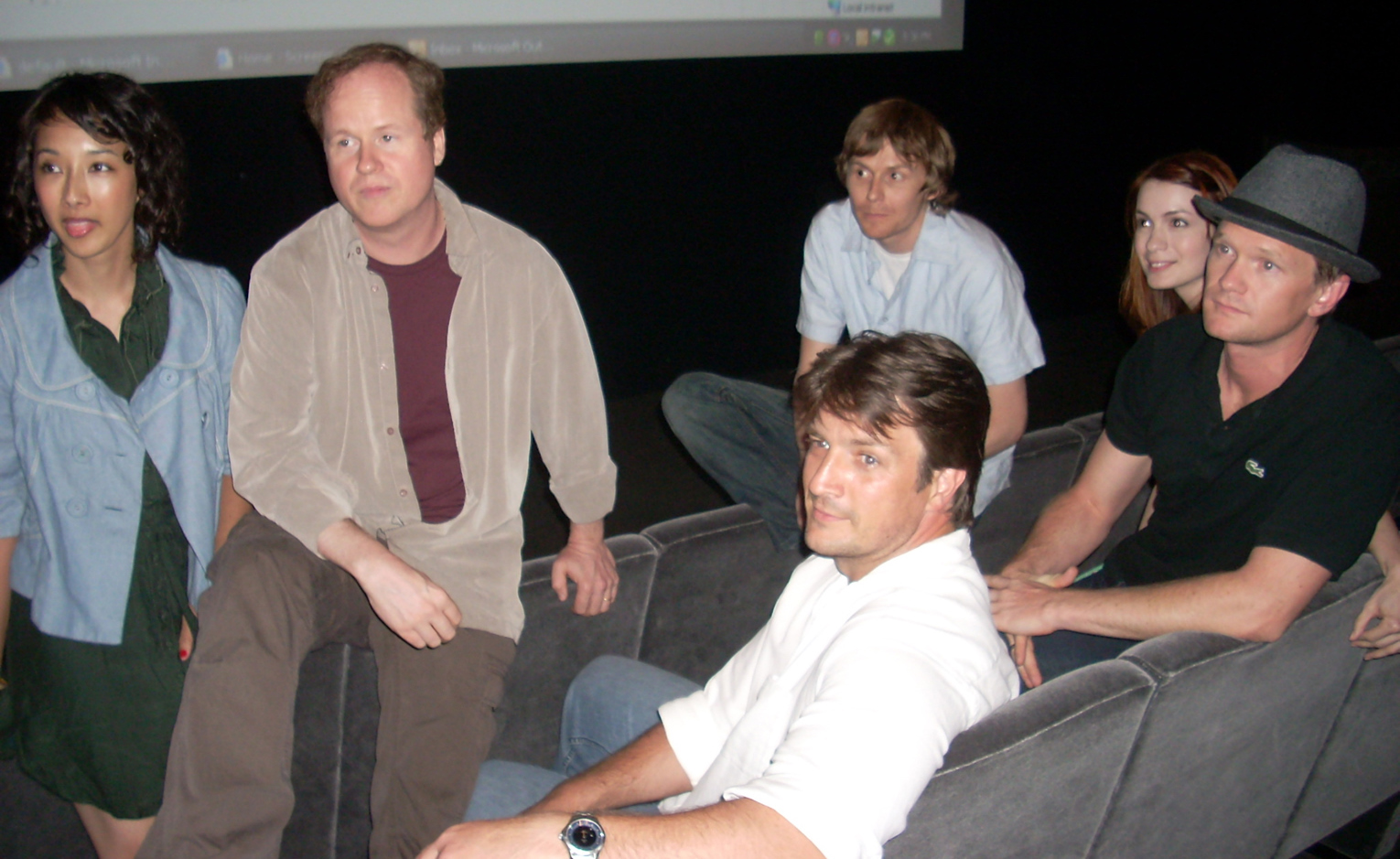
Jed Whedon (al mig a la part posterior) amb membres del repartiment i tripulació de Dr. Horrible's Sing-Along Blog el juliol de 2008.

Juntament amb els seus germans Joss i Zack i la seva aleshores núvia Maurissa Tancharoen, va co-crear i co-escriure el musical Dr. Horrible's Sing-Along Blog a més de tocar gairebé tota la part instrumental. Va ser objecte d'una salutació pel The Paley Center for Media i va guanyar un Premi Emmy per a les classes especials pendents - Programes d'entreteniment en format curt en viu.
Abans de Dr. Horrible, Whedon va compondre partitures per a videojocs, i va ser membre de la seva ara desapareguda banda The Southland establerta a Los Angeles. El 2010 va publicar un àlbum titulat History of Forgotten Things sota el nom de banda "Jed Whedon and the Willing". Hi van assistir la seva esposa Maurissa Tancharoen i la seva amiga mútua Felicia Day, el guitarrista i cantautor de Southland Nicholas Gusikoff i el baixista Ethan Phillips, els amics de Jed, Amir Yaghmai i Beau Barbour, i els germans de Jed, Zack i Sam.
Amb Felicia Day, va compondre la música de la cançó " (Do You Wanna Date My) Avatar" i la música i lletra per a I’m the one cool per a la sèrie web The Guild, els vídeos per a la qual també va dirigir.
Ell i la seva dona, Maurissa, van ser escriptors de Dollhouse, la sèrie de Fox creada pel seu germà gran Joss, abans de la seva cancel·lació. A continuació, es van unir a la plantilla de Spartacus: Blood and Sand, co-creada per l'antic escriptor de Mutant Enemy Productions Steven S. DeKnight i Drop Dead Diva.
El 2012, va llançar un EP amb la seva dona Maurissa titulada This Girl, que inclou la cançó "Remains", escrita el 2009 per al darrer episodi de la primera temporada de la sèrie de televisió Dollhouse, "Epitaph". Felicia Day va ajudar a l'àlbum cantant a "Second Nature", "Mr. Electric" i Sam Whedon tocant la guitarra a "Dangerous". En contrast amb la majoria de la resta de la música de Jed, la lletra s'acredita a Maurissa en aquest disc. L'any següent, tant ell com la seva dona van cantar a la banda sonora original de Joss a la seva pel·lícula Much Ado About Nothing.
Whedon va treballar amb la seva dona (Maurissa) i el seu germà, Joss, a la pel·lícula The Avengers. Ell i Maurissa són actualment els showrunners, productors i escriptors del programa d'ABC Marvel's Agents de SHIELD.
El 2016, la seva banda, Jed Whedon and the Willing, va llançar el seu segon àlbum d'estudi, un EP titulat Like Snow amb l'assistència dels col·laboradors musicals durant molt de temps Amir Yaghmai i Zack Whedon.

## Premis
Pel seu treball en Dr. Horrible's Sing-Along Blog, Whedon va guanyar dos Premis Streamy per a Millor Guió de Sèrie Web de Comèdia i Millor música original per a una sèrie web.

## Vida personal

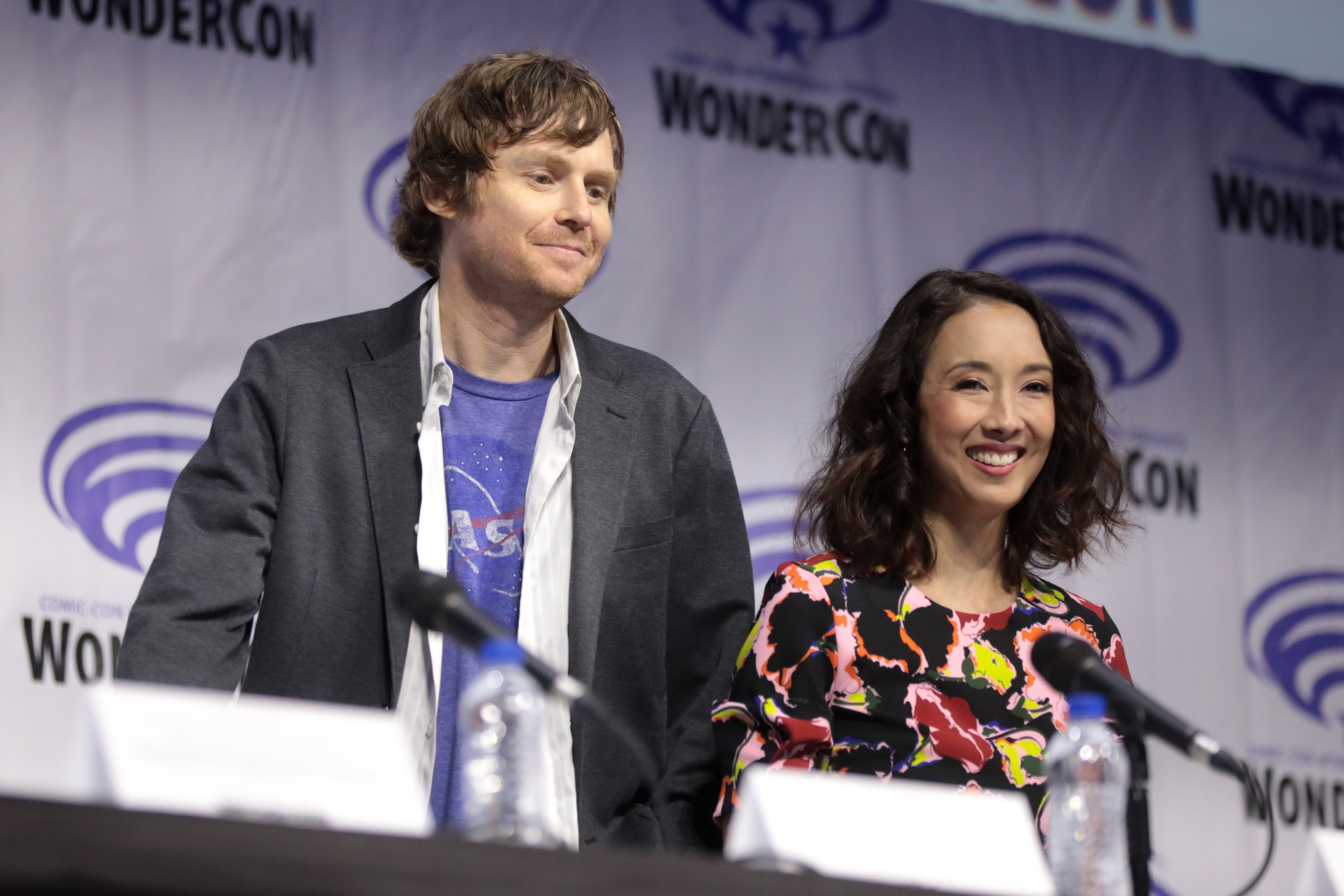
Jed Whedon i Maurissa Tancharoen el 2019.

El 19 d'abril de 2009 es va casar amb la seva companya guionista Maurissa Tancharoen. La seva primera filla, Benny Sue Whedon, va néixer al juny de 2015.